# Loncoche
Loncoche – miasto w Chile, w regionie Araukania, w prowincji Cautín.
Obszar Loncoche wynosi 972,6 km², a populacja wynosi 20 502 osób. Spośród mieszkańców 49,8% to mężczyźni (10 210 osób), a 50,2% to kobiety (10 292 osoby). W okresie od 1975 do 2015 roku populacja zmniejszyła się o 10,1%, a od 2000 do 2015 roku zmniejszyła się o 14,5%. Średni wiek mieszkańców wynosi 32,4 lata, przy czym dla mężczyzn wynosi on 31,2 lata, a dla kobiet 33,5 lata. Gmina znajduje się w strefie czasowej Chile Summer Time.